# Kantridas atletiska hall
Kantridas atletiska hall (kroatiska: Atletska dvorana Kantrida) är en sporthall i Rijeka i Kroatien. Den invigdes år 2010 och används för olika typer av idrottsutövning, däribland handboll, basket, inomhusfotboll, aerobics, dans, tennis, badminton och liknande. Sporthallen är belägen i Kantridastadions omedelbara närhet och bara femtio meter från havet i stadsdelen Kantrida.

## Beskrivning
Idrottshallens centrala träningsyta uppgår till 2 174 kvadratmeter. Därtill används ytterligare 192 kvadratmeter av sporthallen för rekreation och 57 kvadratmeter är ämnade för väggklättring. I byggnaden finns flera omklädningsrum, gym och ett kafé med tillhörande terrass.
Sporthallen är handikappanpassad och besökare har tillgång till kostnadsfri Wi-Fi.

## Kommunikationer
Kantridas atletiska hall ligger på gatuadressen Istarska ulica 1 (Istriska vägen 1) i stadsdelen Kantrida och nås med Autotrolejs busslinje 1 från stadscentrum.